# Adam Chełmoński (1861–1924)
Adam Chełmoński (ur. 16 stycznia 1861 w Teresinie, zm. 6 listopada 1924 w Starem) – polski lekarz. Opisał objaw, znany w piśmiennictwie medycznym jako objaw Chełmońskiego.

## Życiorys
Urodził się jako syn Józefa i Izabeli z Łoskowskich. Dorastał w ciężkich warunkach materialnych, zarabiał korepetycjami na dalszą naukę. Gimnazjum ukończył w Warszawie w 1880 roku. Następnie podjął studia medyczne na Wydziale Przyrodniczo-Matematycznym Uniwersytetu Petersburskiego, ukończone już na Wydziale Lekarskim Cesarskiego Uniwersytetu Warszawskiego. Dyplom lekarza otrzymał cum eximia laude 10 grudnia 1885. Potem uczył się hydroterapii w Fürstenhofie w Styrii u Jana Czerwińskiego. Od 1886 asystent w klinice Baranowskiego i później u jego następcy, Stolnikowa. Od 1891 ordynator nadetatowy w Szpitalu Dzieciątka Jezus w Warszawie. W 1895 awansował na ordynatora etatowego. Działał w Warszawskim Towarzystwie Dobroczynności. 
Jego bratem był malarz Józef Chełmoński. Żonaty z Marią Władysławą Kudelską, siostrzenicą Ignacego Baranowskiego. Mieli czworo dzieci: Adama (1890–1959), Mateusza (1893–1981), Józefa (1894–) i Marię. Zmarł z powodu przewlekłej niewydolności nerek 6 listopada 1924 w Starem, został pochowany na cmentarzu w Grodzisku Mazowieckim.

## Wybrane prace
- Głodowy zanik kości. Pamiętnik Kliniczny Szpitala Dzieciątka Jezus 2, s. 128–131 (1918)
- Kamica żółciowa utajona. Polska Gazeta Lekarska 3, 31, s. 418–419 (1924)
- Kilka słów o udawaniu i kłamstwach patologicznych. Gazeta Lekarska 56, 14, s. 187–189 (1921)
- Przyczynek do patogenezy astmy oskrzelowej. Gazeta Lekarska 46, 28, s. 770–784 (1911)

## Literatura dodatkowa
- Ludwik Zembrzuski: Chełmoński Adam. W: Polski Słownik Biograficzny. T. 3: Brożek Jan – Chwalczewski Franciszek. Kraków: Polska Akademia Umiejętności – Skład Główny w Księgarniach Gebethnera i Wolffa, 1937, s. 280. Reprint: Zakład Narodowy im. Ossolińskich, Kraków 1989, ISBN 83-04-03291-0